# Shaman (véhicule)

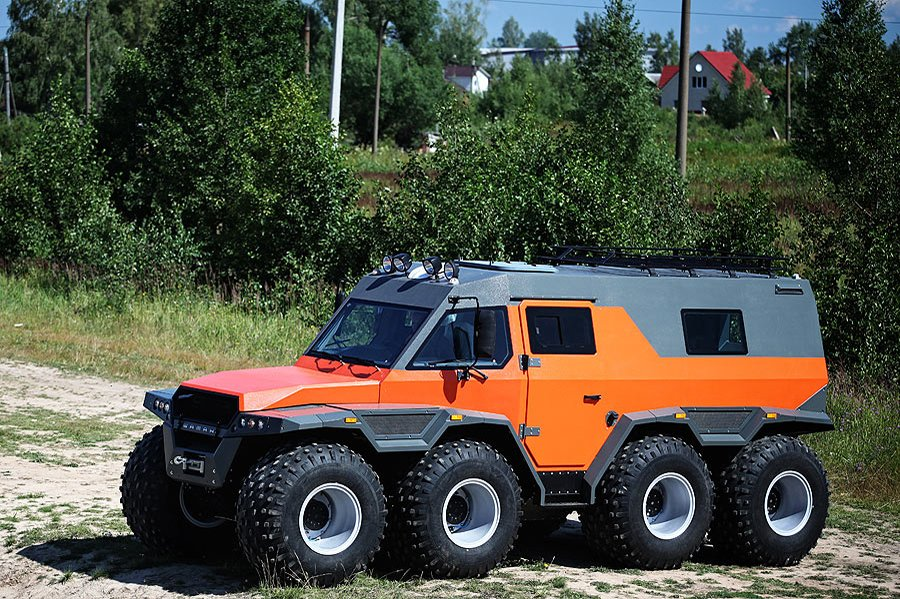
Le Shaman, modèle G 20

Le Shaman est un type véhicule tout-terrain à huit roues construit par la firme russe Avtoros à partir de 2017.

## Dans la culture populaire
Ce véhicule a fait l'objet d'un épisode de la série britannique Top Gear (saison 24, épisode 7, 23 avril 2017), dans lequel le présentateur Matt Leblanc soumet le Shaman à une série de tests.